# 아인뚜언
아인뚜언(Anh Tuấn, 1984년 10월 23일 ~ )은 베트남의 성우이다. 베트남의 텔레비전 방송국인 HTV3 소속 성우로 활동했으며 텔레비전 드라마, 영화, 애니메이션의 베트남어 더빙을 맡았다.